# Aline Terry
Aline Terry (fl. XIX secolo) è stata una tennista statunitense.

## Carriera
Nel 1893  trionfò agli U.S. National Championships sia in singolare che in doppio.

## Finali del Grande Slam

### Singolare

#### Vinte (1)
| Anno | Torneo             | Avversario in finale | Risultato |
| ---- | ------------------ | -------------------- | --------- |
| 1893 | U.S. Championships | Augusta Schultz      | 6-1, 6-3  |

#### Perse (1)
| Anno | Torneo             | Avversario in finale | Risultato               |
| ---- | ------------------ | -------------------- | ----------------------- |
| 1894 | U.S. Championships | Helen Hellwig        | 5-7, 6-3, 0-6, 6-3, 3-6 |